# ディスクタンブラー錠

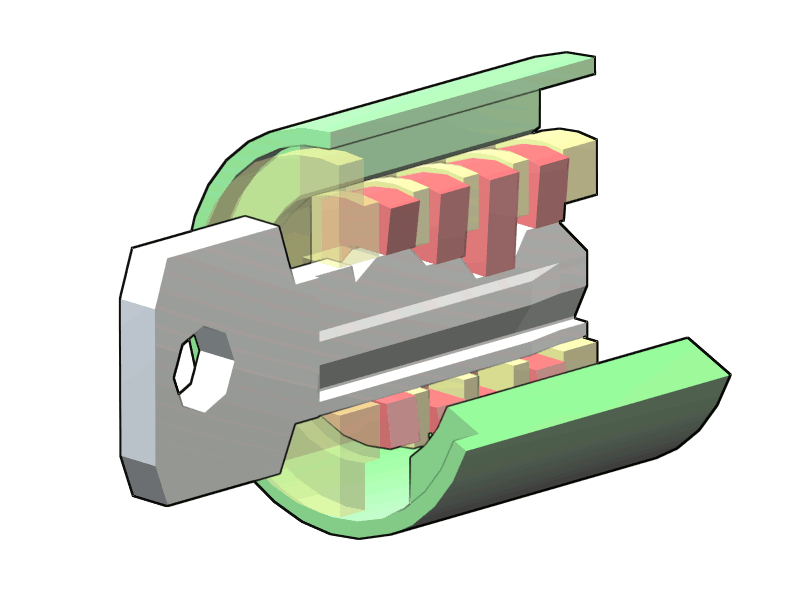
ディスクタンブラー錠

ディスクタンブラー錠（ディスクタンブラーじょう）は長さの違うディスク（板）を並べて仕掛けるタイプの錠である。シリンダー錠の中では最もよく使われるタイプの一つ。

## 種類
- ロータリーディスクタンブラー錠
- ダブルディスクタンブラー錠
- サイドバーディスクタンブラー錠